# Flarken (Robertsfors)
Flarken is een plaats in de gemeente Robertsfors in het landschap Västerbotten en de provincie Västerbottens län in Zweden. De plaats heeft 128 inwoners (2005) en een oppervlakte van 25 hectare. Flarken ligt circa acht kilometer ten westen van Ånäset. Het riviertje de Flarkån loopt net ten zuiden van de plaats. In de plaats staat een in 1920 gebouwde door de architect Oscar Pettersson ontworpen kapel.